# NAVO-hoofdkwartier

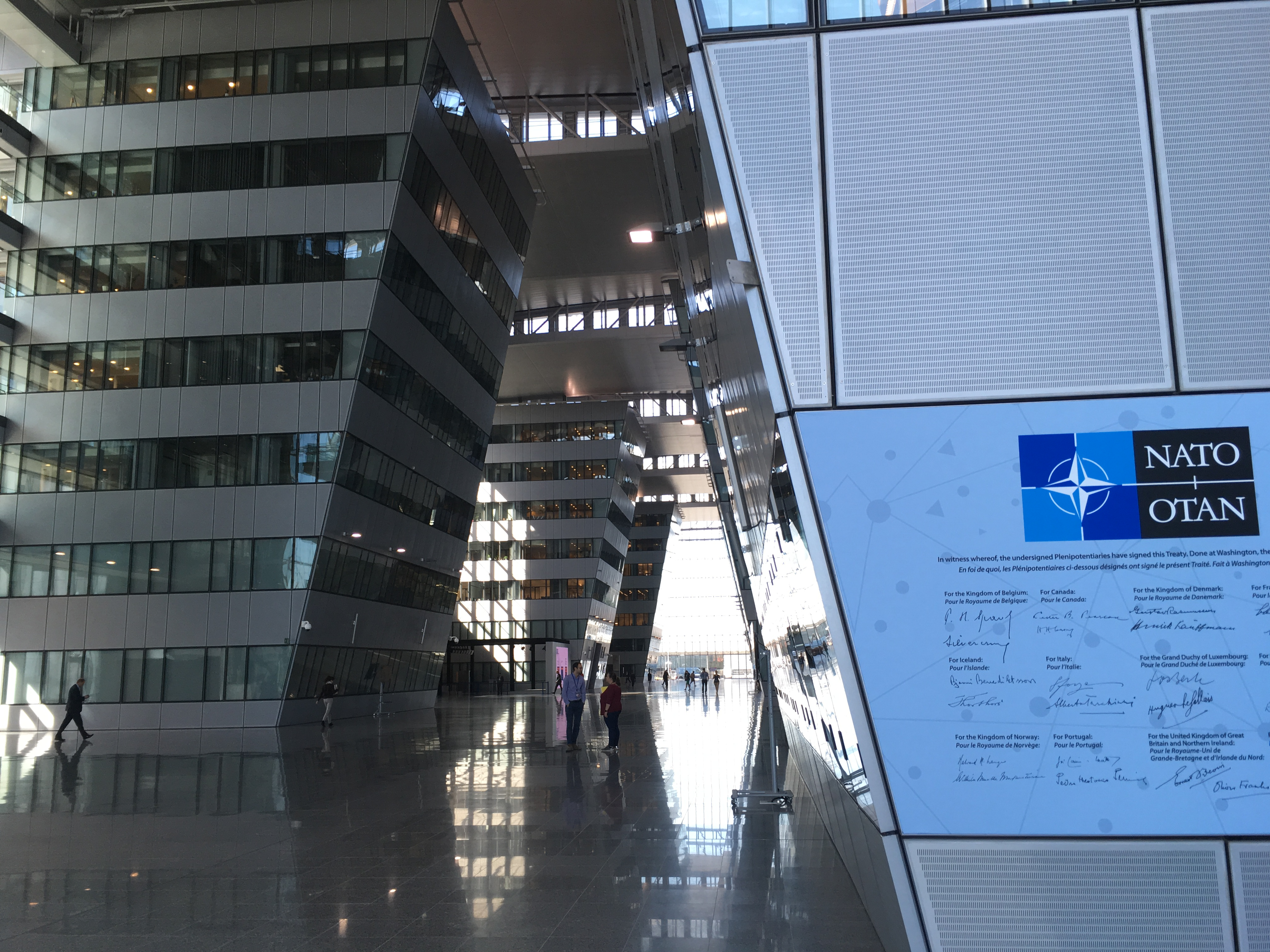
Binnen in de centrale gang van het NAVO-hoofdkwartier uit 2017

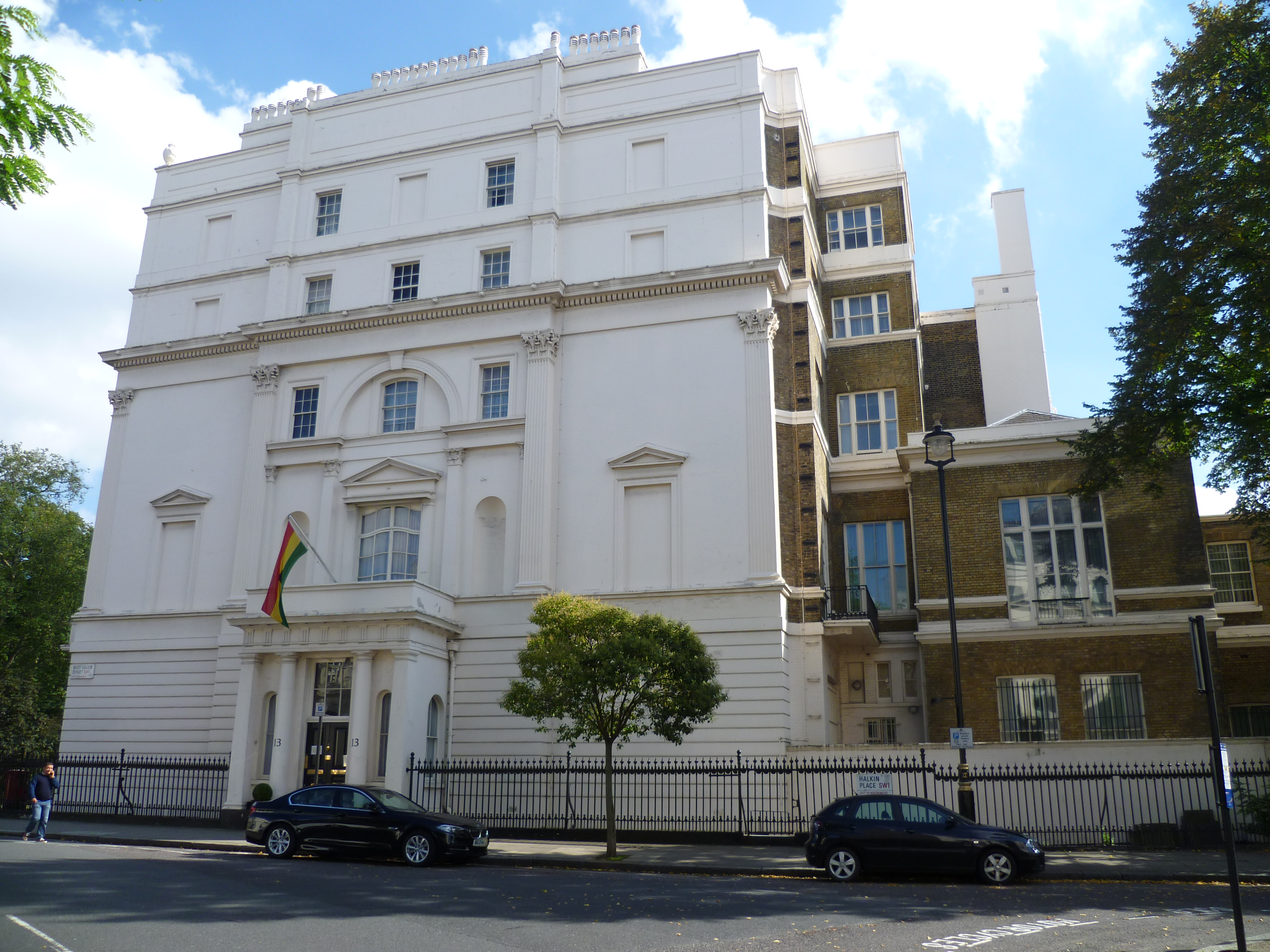
13 Belgrave Square, Londen, tegenwoordig Ghana High Commission, was NAVO-hoofdkwartier van 1949 tot 1952

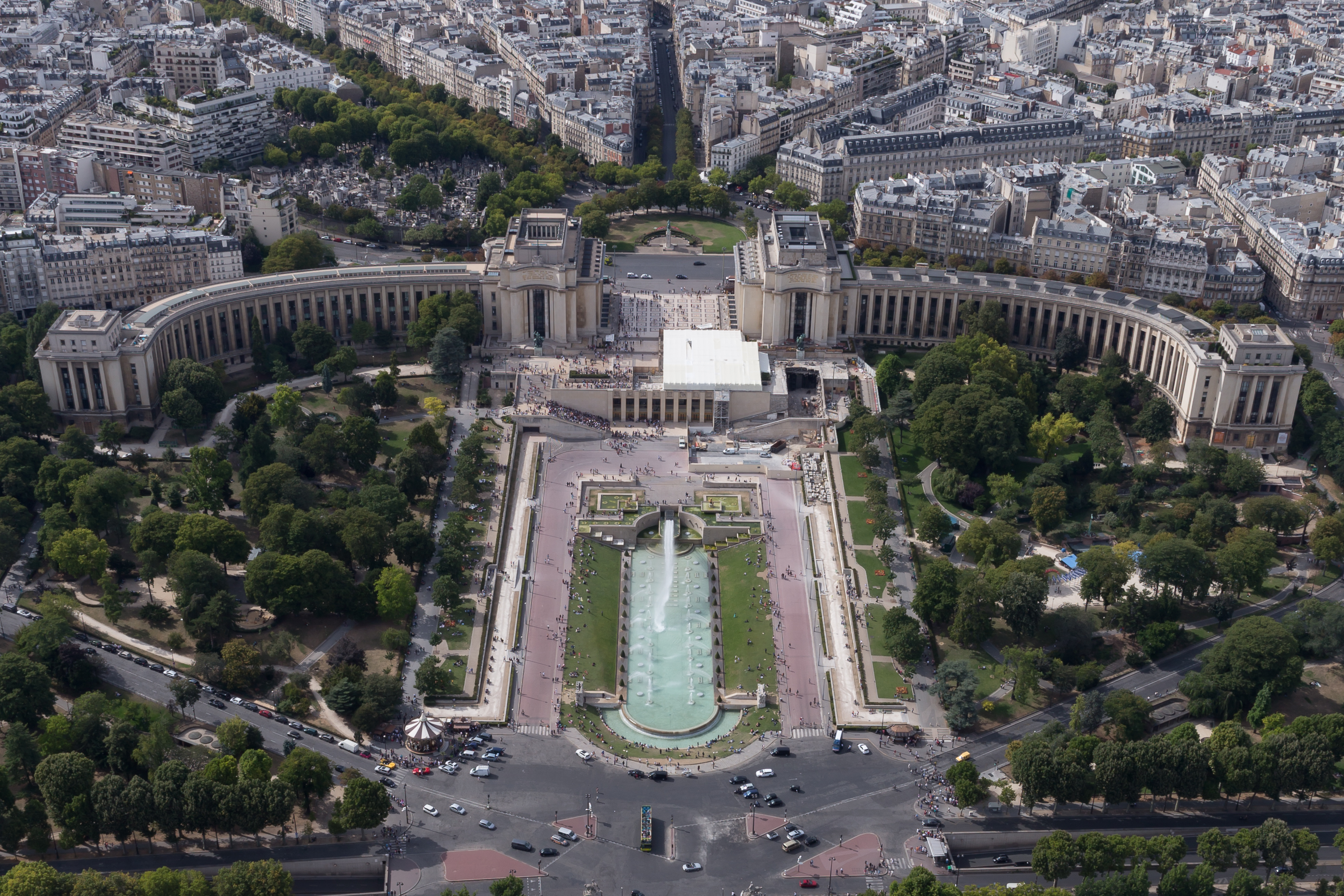
Palais de Chaillot, NAVO-hoofdkwartier van 1952 tot 1959

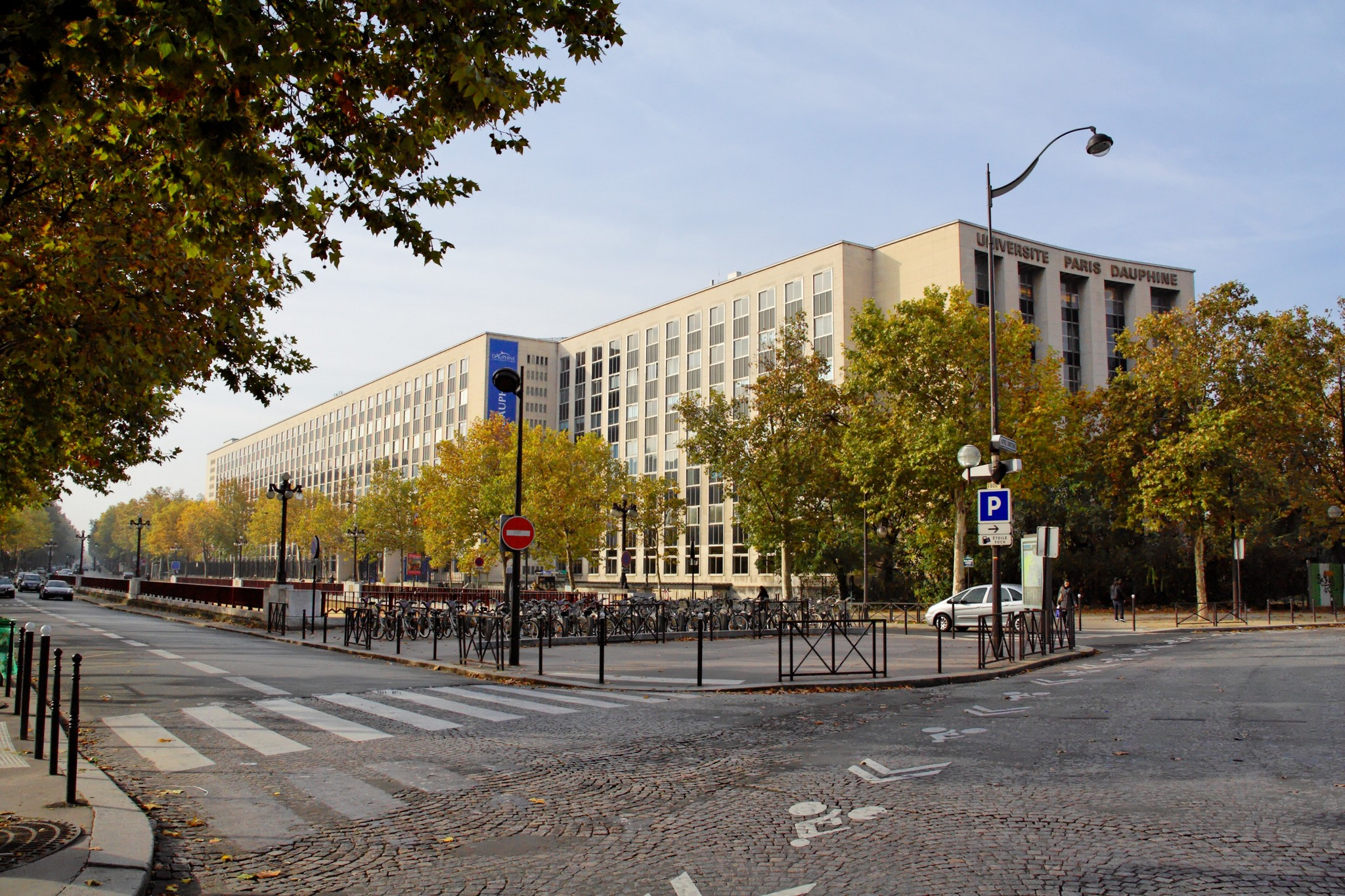
Palais de l'OTAN aan de Porte Dauphine, tegenwoordig gebouw van de Université Paris-Dauphine, was NAVO-hoofdkwartier van 1959 tot 1967

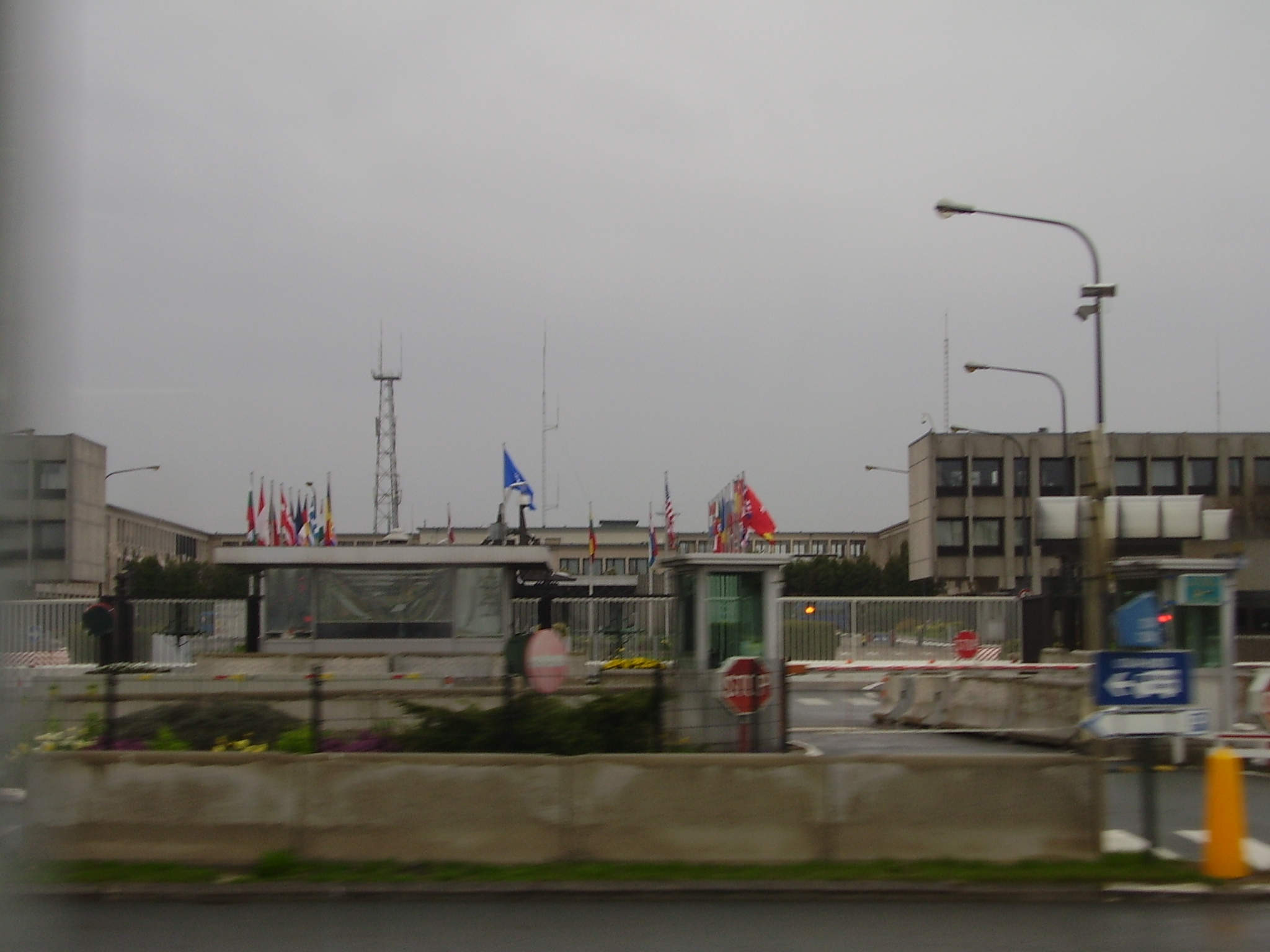
NAVO-hoofdkwartier van 1967 tot 2016

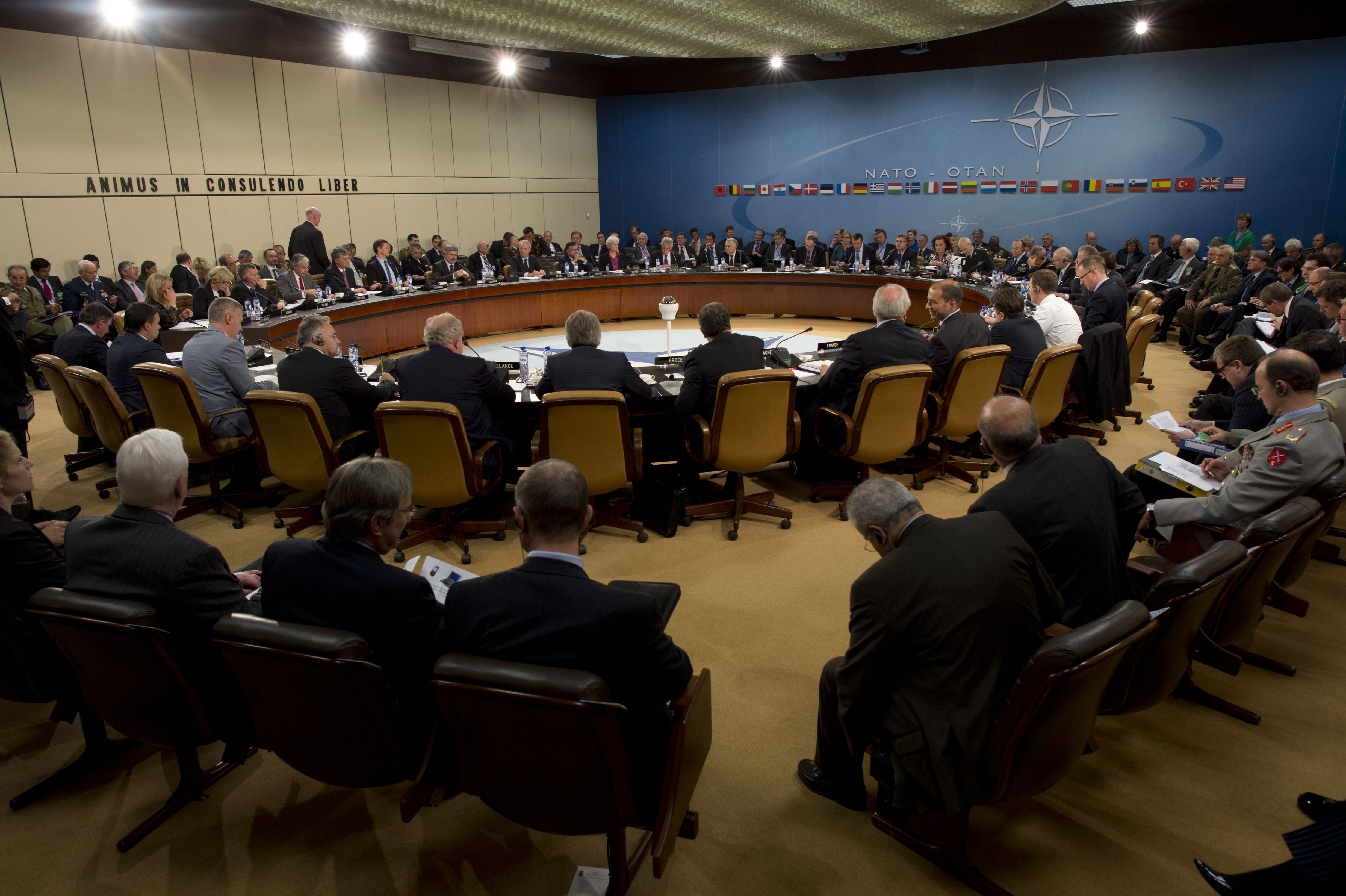
NAVO Vergaderzaal in Brussels hoofdkwartier (1967 - 2016)

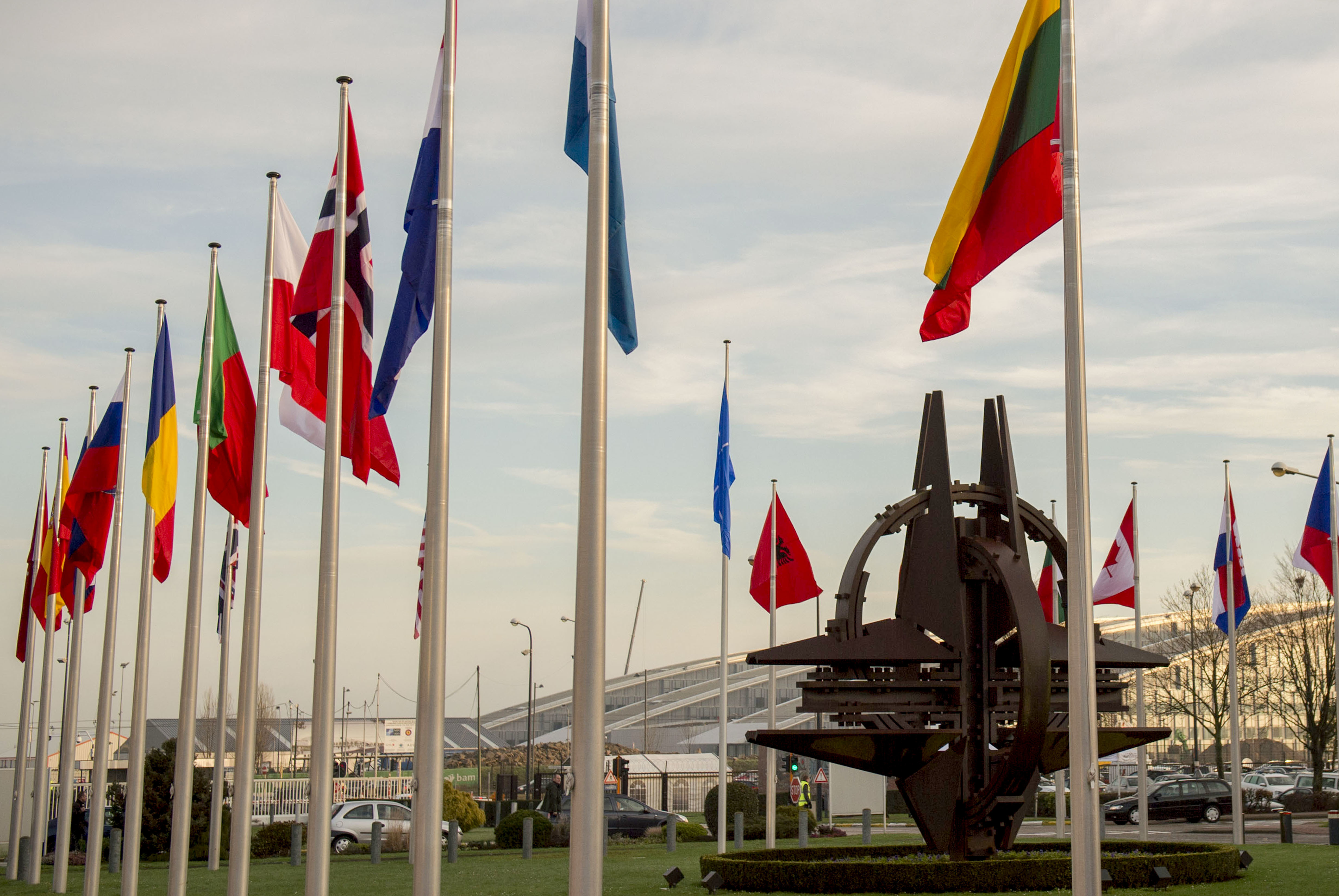
Vlaggen van de NAVO landen rond de NAVO-ster aan de ingang van het voormalige hoofdkwartier, het nieuwe hoofdkwartier zichtbaar op de achtergrond

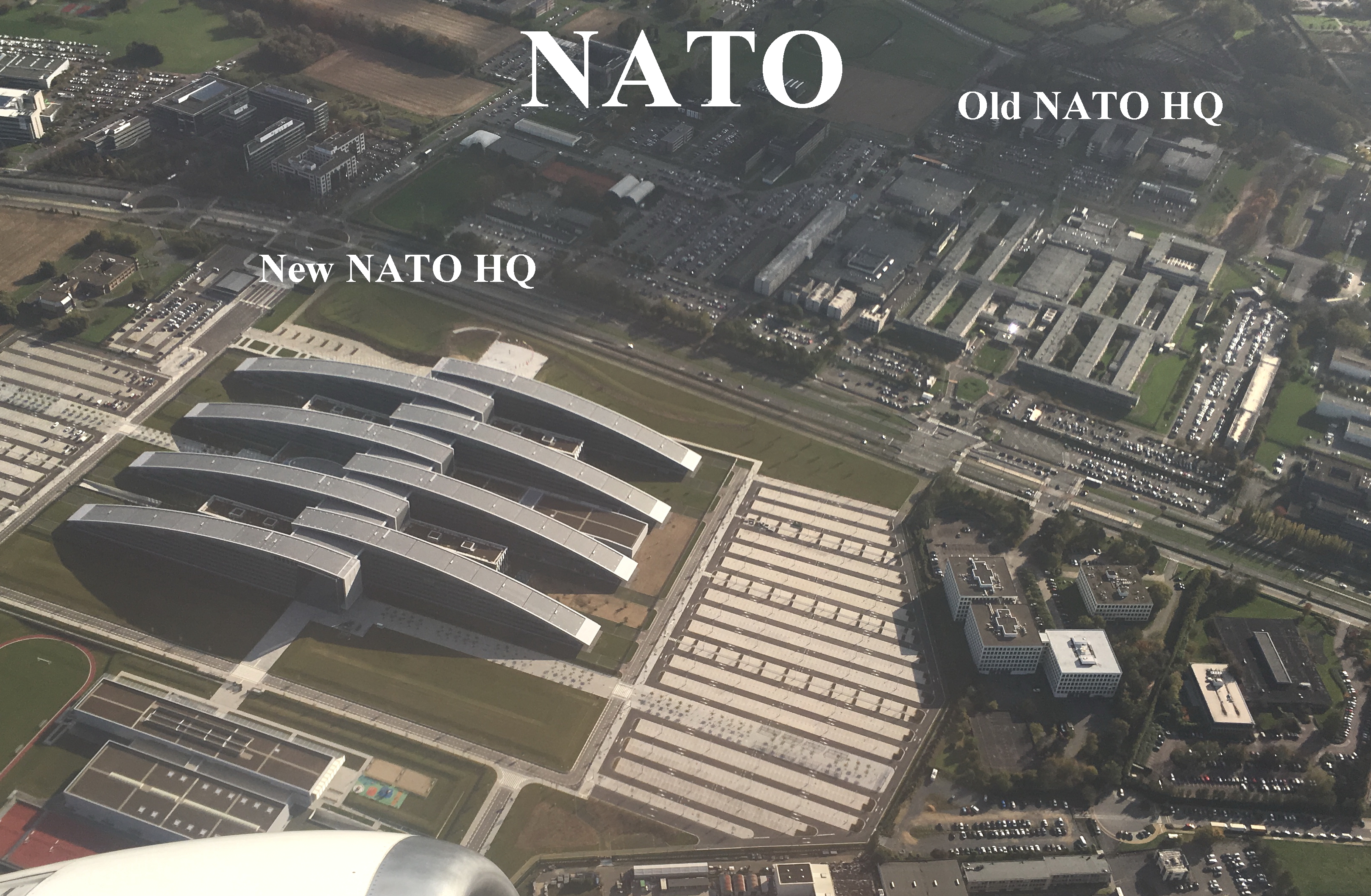
Huidige NAVO-hoofdkwartier in aanbouw

Het NAVO-hoofdkwartier (Engels: NATO headquarters) is het politieke en administratieve hoofdkwartier van de Noord-Atlantische Verdragsorganisatie. Na eerdere vestigingen in Londen en Parijs is het sinds 1967 gelegen in Brussel. Het ligt meer bepaald in Haren langs de Leopold III-laan, die aan de NAVO overgaat in de A201-snelweg naar Brussels Airport.
Het ligt hiermee zo'n 80 kilometer ten noorden van het militaire hoofdkwartier van de NAVO in Casteau, nog steeds Supreme Headquarters Allied Powers Europe geheten, hoewel het tegenwoordig het Allied Command Operations huisvest, wat de militaire operaties van de NAVO wereldwijd aanstuurt.
Het NAVO-hoofdkwartier is de permanente zetel van de Noord-Atlantische Raad (NAC). Het hoofdkwartier huisvest ook het kabinet van de secretaris-generaal van de NAVO en de kantoren van de nationale delegaties van de 31 lidstaten, en de kantoren van de verbindingsofficieren en diplomatieke missies van 19 partnerlanden. In het NAVO-hoofdkwartier is ook de centrale administratie, het internationaal secretariaat en de internationale militaire generale staf gehuisvest.

## Locaties

### Londen (1949 tot 1952)
Na de oprichting van de NAVO werd als eerste locatie voor het hoofdkwartier geopteerd voor Londen. Een gebouw in het hart van de diplomatieke wijk aan 13 Belgrave Square, in het hart van Belgravia werd voor de NAVO ter beschikking gesteld. Tegenwoordig is in het 19e-eeuwse herenhuis ontworpen door Thomas Cubitt het Hoge Commissariaat van Ghana gehuisvest.

### Parijs (1952 tot 1967)
Op 15 september 1950 tijdens een top van de Noord-Atlantische Raad in New York werd de principiële beslissing genomen het hoofdkwartier naar Parijs over te brengen, omwille van de meer centrale ligging in het werkgebied van de NAVO. De verhuizing vond plaats in 1952. Initieel werd hiervoor een tijdelijke oplossing gevonden in het Palais de Chaillot. In april 1954 schenkt de Franse regering grond aan de NAVO voor de bouw van een hoofdkwartier, gelegen aan de Porte Dauphine in het 16e arrondissement, vlak aan de Boulevard Périphérique en in de onmiddellijke nabijheid van het Bois de Boulogne. Het Palais de l'OTAN wordt tussen 1955 en 1957 gebouwd volgens de plannen van architect Jacques Carlu, die eerder het Palais de Chaillot had ontworpen. In 1959 verhuist de NAVO naar het nieuwe gebouw, om het enige jaren later weer te verlaten. Tegenwoordig is de site de hoofdzetel geworden van de Université Paris-Dauphine die het gebouw in 1970 betrok.

### Brussel (1967 tot 2017)
Reeds in 1958 klaagt president Charles de Gaulle bij de Amerikaanse en Britse bondgenoten de zwakkere positie van Frankrijk binnen de NAVO ten opzichte van deze twee landen aan. Het antwoord is niet gunstig voor Frankrijk. In de daaropvolgende jaren trekt het land meer en meer troepen uit de NAVO-commandostructuur. Nadat Frankrijk in 1966 alle troepen en de nieuw verworven nucleaire capaciteit aan NAVO bevel heeft onttrokken, geen buitenlandse nucleaire raketten op Frans grondgebied meer toelaat heeft het zich zo de facto uit de militaire structuur teruggetrokken. Het wil wel politiek NAVO-lid blijven. Hierop wordt pas in 2009 teruggekomen.
De NAVO acht het niet langer gepast dat het hoofdkwartier net in Frankrijk gelegen is. In december 1966 neemt de NAVO de beslissing zich te vestigen in een nieuw te bouwen complex in Brussel. Op de terreinen van de voormalige Luchthaven Haren werd in sneltempo een complex neergezet aan de Bourgetlaan. De rest van de voormalige luchthaven werd ingenomen als militair kwartier voor het Belgisch leger. Dit is echter een voorlopige oplossing. Het is de bedoeling om na zo'n vijf jaar een permanent gebouw op te trekken op de Heizel-vlakte. Deze "voorlopige" oplossing bleef zo'n 50 jaar in gebruik.
In zes maanden tijd verrees in 1967 op de site van de voormalige luchthaven een gebouw voor 15 lidstaten. Het tempo waarmee twee tijdelijke joint ventures tussen Belgische, Duitse en Nederlandse bouwfirma's werken, maakt dat het NAVO-hoofdkwartier waarvan de bouw wordt aangevat in maart 1967 en reeds 29 weken later afgerond kan worden. Er werd geen bouwvergunning gevraagd en deze illegaliteit werd ook nooit geregulariseerd. Na een verhuizing van drie weken kon het nieuwe gebouw ingehuldigd worden op 16 oktober 1967. Omdat het ledenaantal steeg tot 29 leden, werden meer en meer tijdelijke modules aan het hoofdkwantier toegevoegd, in die mate zelfs dat in 2016 17% van alle kantoorruimte in het hoofdkwartier van 1967 in zo'n tijdelijke module was gelokaliseerd.
In 1999 blijkt dat het gebouw zo verouderd is dat men beslist om een nieuw hoofdkwartier te bouwen. Hiervoor stelt de Belgische regering een terrein ter beschikking aan de overkant van de straat. Op de site van het Kwartier Koning Albert I, gekend als "Haren-Zuid", maar ook gelegen in Haren, wordt in 2010 begonnen met de bouw van een nieuw hoofdkwartier.
De eerste diensten en personeelsleden verhuizen na de inhuldiging van New Headquarters in 2017, de grote meerderheid verhuisde in 2018. In 2019 werd het oude gebouw volledig uit dienst genomen wat op woensdag 10 juli 2019 werd afgesloten met een ceremoniële strijking van de vlaggen van de NAVO-leden aan de ingang. In 2019 werden de gebouwen terug overgedragen aan de Belgische Staat, die zelf over de toekomstige inzet een beslissing mag nemen. Op 12 juli 2019 maakte de Belgische minister van Justitie Koen Geens (CD&V) bekend dat het proces van de aanslagen in Brussel op 22 maart 2016 in de voormalige gebouwen van de NAVO zou plaatsvinden. Vanwege de omvang van dit proces, met meer dan 800 betrokken partijen, was het Justitiepaleis van Brussel te klein om het proces te huisvesten.

### Brussel (sinds 2017)
In 1999 besloot de Noord-Atlantische Raad op zijn top in Washington DC dat de gebouwen uit 1967 niet meer voldoen voor de NAVO. Om niet enkel het NAVO-personeel maar ook de diplomatieke vertegenwoordigers van de 28 lidstaten te huisvesten is meer ruimte nodig.
Naast meer ruimte, waren ook het verminderen van de hoge en permanente onderhoudskosten van het vorige hoofdkwartier een zorg. Ook moest de locatie plaats bieden aan de 4.000 personen die op vaste basis in het hoofdkwartier werken. Daarnaast moest het nieuwe gebouw aan gemiddeld zo'n 500 bezoekers, en aan de 5.000 jaarlijkse meetings, onder andere een aantal NAVO-toppen, ruimte bieden.
In 2001 werd een architectuurwedstrijd opgestart. In 2003 won de samenwerking van het Brits-Amerikaanse architectenbureau SOM met het Belgische Assar Architects de architectuurwedstrijd voor het nieuw hoofdkwartier, die in 2004 ook de opdracht kregen en in 2005 de plannen gedetailleerd uitwerkten.
Op de NAVO-top in 2002 bood de Belgische regering de grond aan om een nieuw hoofdkwartier op te zetten. Aan de overzijde van de Bourgetlaan bevond zich eveneens op de voormalige site het kwartier Haren-Zuid.
Kwartier "Haren-Zuid" bevatte nog de oorspronkelijke luchthaventerminal uit 1929 van Luchthaven Haren. Deze werd in 2006 gesloopt om plaats te maken voor het nieuwe NAVO-hoofdkwartier.
Een jaar later werd de aanbesteding van de bouw aangekondigd. De BAM Groep haalde in 2010 het bouwcontract binnen. Andere firma's kregen bijkomende loten gegund in 2013. De BAM-groep startte de werken in december 2010. De Belgische overheid was bouwheer voor het complex en het Ministerie van Defensie volgde de werken op.
De zeer strikte veiligheidsmaatregelen opgelegd aan de 600 tot 1.200 bouwvakkers zorgden ook regelmatig voor vertragingen. Eind 2016 werd oplevering verwacht, waarna de verhuizing door de NAVO direct zou volgen. De volledige eindafwerking volgde evenwel - ook door problemen met enkele ICT-systemen - pas in de loop van 2017. De inhuldiging op 25 mei 2017 viel voor de volledige verhuizing van alle NAVO-personeel. Op het moment van inhuldiging werken nog maar 300 van de 4.000 vaste personeelsleden in NHQ, het nieuwe hoofdkwartier. Op maandag 19 maart 2018, was het eindelijk zover. Na meer dan een halve eeuw verliet de NAVO grotendeels haar "tijdelijke", vorige hoofdkwartier. De NAVO-top in juli dat jaar werd gehouden in het nieuwe hoofdkwartier.
De lay-out van het nieuw hoofdkwartier - waarvan de plannen dateren uit 2005 - kan gezien worden als twee handen met telkens vier vingers, die als een symbool van eenheid in elkaar verstrengeld zijn. Op een oppervlakte van 41 ha biedt het nieuwe hoofdkwartier 245.000 m² kantoor-, conferentie- en circulatieruimte, naast een hoogtechnologisch datacenter.
In het gebouw zijn er 8 grote vleugels, 4 kleinere vleugels van verschillende omvang, een open agora, een congrescentrum en een informatiecentrum. Daarnaast is er een personeelszone met restaurant, bank, sport- en ontspanningsinfrastructuur met een zwembad en boetieks te vinden.
De nieuwe gebouwen moesten voldoende ruimte bieden en flexibele indeling mogelijk maken om te voldoen aan nieuwe behoeften en gewijzigde omstandigheden. Aandacht voor energiezuinigheid was zeer hoog, zodat er maar beperktere verwarming, koeling en ventilatie nodig zijn. Zonne-energie zorgt mee voor de energieverbruik van het gebouw, die onder meer met geavanceerde verlichtingstechnologie beperkt blijven. Ook afvalrecyclage, groene daken, natuurlijke ventilatie, zuinig waterbeheer en gereduceerde reiskosten werden nagestreefd. Dit onder meer door optimale inzet van teleconferentiesystemen.
Ook als onderdeel van de beperking van de ecologische voetafdruk van het nieuwe hoofdkwartier, werd het ook belangrijk gevonden dat het hoofdkwartier vlot toegankelijk is met openbare vervoersmodi. Tramlijn 62 werd in 2014 doorgetrokken tot voorbij het NAVO hoofdkwartier en bedient daarmee dit complex, evenals het aangrenzende hoofdkwartier van EUROCONTROL. Daarboven zijn er ook haltes van meerdere lijnbussen van zowel de MIVB als De Lijn.
Projectkosten NAVO-hoofdkwartier 2002 - 2016
| Kostensoort                                                                            | Gegunde bedrijven                     | Kostprijs       |
| -------------------------------------------------------------------------------------- | ------------------------------------- | --------------- |
| Afbraak                                                                                | De Meuter / Interbuild / CEI-De Meyer | 10 miljoen €    |
| Architectuur, projectontwerp en kwaliteitsbeheer                                       | SOM-ASSAR, ACG, SOCOTEC, SNC- LAVALIN | 115 miljoen €   |
| Bouw                                                                                   | BAM Groep                             | 458 miljoen €   |
| Elektronische beveiligingssystemen                                                     | Siemens / Putman                      | 17 miljoen €    |
| Audio-visuele infrastructuur                                                           | Televic                               | 26 miljoen €    |
| Actieve netwerkinfrastructuur                                                          | Lockheed Martin                       | 62 miljoen €    |
| Andere ICT diensten, meubilair                                                         | nog te gunnen - geschatte kost        | 62 miljoen €    |
| Bouwkosten                                                                             |                                       | 750 miljoen €   |
| Projectbeheer, Verhuis en migratie, waarborgen, voorzieningen, bouwbeveiliging, claims | niet hoger dan ...                    | 350 miljoen €   |
| Totale projectkosten                                                                   |                                       | 1.100 miljoen € |

In juli 2016 op de NAVO-top in Warschau werd besloten dat het nieuwe NAVO-hoofdkwartier in de zomer van 2017 de locatie werd van de volgende NAVO-top. Op 25 mei 2017 konden de regeringsleiders en ministers van de NAVO-lidstaten formeel het nieuwe hoofdkwartier inhuldigen met twee ceremoniële momenten en een werkdiner.
Bij de inhuldiging waren er twee ceremoniële momenten. Een eerste moment vond buiten het hoofdkwartier, aan de ere-ingang, plaats waar bij deze gelegenheid ook twee monumenten werden ingehuldigd. Een stuk Berlijnse Muur en een metalen structuur van de Twin Towers werden aan beide zijden van deze ingang tentoongesteld. Bij dit moment waren er toespraken van secretaris-generaal Jens Stoltenberg, bondskanselier Angela Merkel en president Donald Trump. Vervolgens liep het gezelschap door het atrium van het gebouw naar de hoofdingang voor het tweede ceremonieel moment.
Hier werden de vlaggen van de NAVO leden en de NAVO vlag gehesen, en gaf koning Filip van België de sleutels van het bouwwerk aan secretaris-generaal Stoltenberg. Toespraken werden uitgesproken door eerste minister Charles Michel en nogmaals secretaris-generaal Stoltenberg. Het Belgisch volkslied en de NAVO Hymne werden gespeeld, en een flypast over de site bevatte gevechtsvliegtuigen van enkele leden, aangevoerd door Belgische en Amerikaanse F-16 Fighting Falcon straaljagers.

## De NAVO-ster

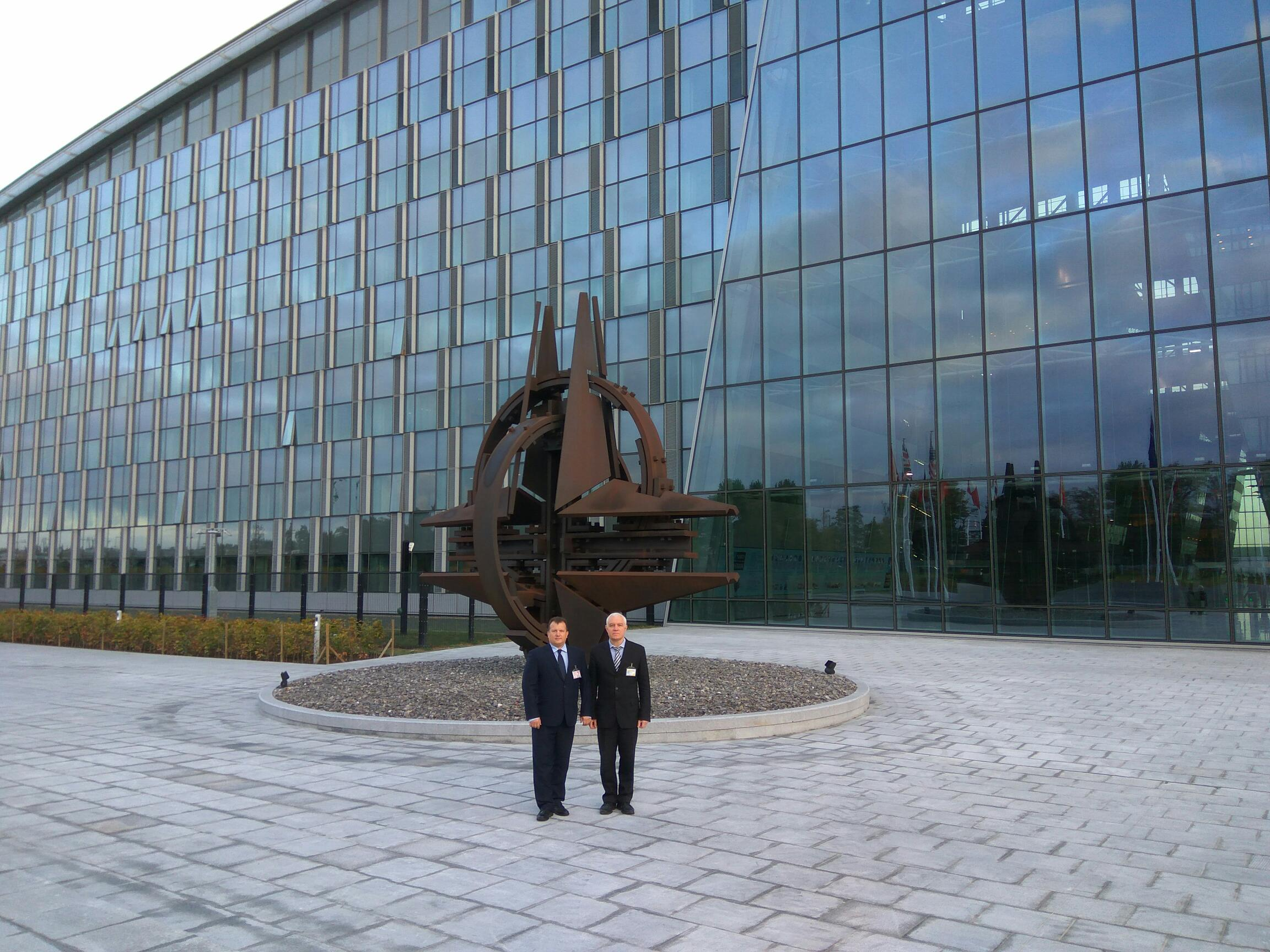
De NAVO-ster voor het huidige hoofdkwartier na de verhuizing in 2016

Sinds augustus 1971 stond voor de ingang van het vorige NAVO-hoofdkwartier een geoxideerde stalen structuur gekend als de NAVO-ster (of NATO Star). De ster is omgeven door vlaggenmasten met daaraan de vlaggen van de NAVO-leden. De ster was een ontwerp van de Belgische architect Raymond Huyberechts en stelt een gestileerde windroos voor, doorsneden door twee cirkels die Europa en Noord-Amerika voorstellen, de twee assen van de NAVO. Het kunstwerk is gebaseerd op het embleem van de NAVO, een embleem dat al sinds 1953 in voege is. Het ontwerp voor het kunstwerk werd op 17 maart 1970 goedgekeurd door de Noord-Atlantische Raad. De NAVO-ster is 7 meter hoog, en heeft breedte en diepte van 7 en 4,2 meter.
In het verhuisproces tussen de twee Brusselse NAVO-hoofdkwartieren werd de NAVO-ster op zaterdag 28 mei 2016 's avonds laat verhuisd van de eerste locatie naar de nieuwe locatie voor het nieuwe nog in gebruik te nemen hoofdkwartier.